# Лучшее во мне
«Лучшее во мне» (англ. The Best of Me) — мелодраматический фильм 2014 года режиссёра Майкла Хоффмана по одноимённому роману Николаса Спаркса. В главных ролях: Джеймс Марсден и Мишель Монаган, Люк Брейси и Лиана Либерато.

## Сюжет
Работник нефтяной платформы Доусон Коул едва не гибнет во время пожара и чудом остаётся в живых. После того как он приходит в себя, ему поступает сообщение о приглашении на поминки и раздел имущества Така Хастелера. Память возвращает его в прошлое на 21 год назад.
Доусон Коул и Аманда Кольер полюбили друг друга ещё в школе, хотя принадлежали к семьям из разных социальных слоёв. Отец Доусона, криминальный тип Томми Коул, избивал его и не давал нормально учиться, хотя хорошо успевавшему Доусону светил колледж. Приют парню дал его пожилой сосед, вдовец Так Хастелер. Доусон и Аманда начали встречаться, но отец девушки был против их отношений. Он предложил Доусону отступные, которые позволили бы ему продолжить учёбу в колледже, но парень отказался. Тем временем Томми попытался забрать сына и получил отпор от Така. В следующий раз он избил старика и взбешенный Доусон собрался застрелить отца. Однако во время драки случайно смертельно ранил своего кузена и друга Бобби. Доусон свидетельствует против своего отца в судебном процессе и отправляется за решётку на 8 лет. При встрече в тюрьме Доусон просит Аманду больше не приходить к нему. Через четыре года он условно-досрочно освобождается и их пути с Амандой расходятся.
Двадцать один год спустя они случайно встречаются, приехав на похороны Така Хастелера. В своём завещании Так оставил свой дом Доусону и Аманде. Поначалу Аманда не хочет сближаться с Доусоном, но они остаются наедине и предаются воспоминаниям. Доусон признаётся, что до сих пор любит её, однако Аманде, состоящей в браке с мужем-алкоголиком ради сына, тяжело решиться на возобновление отношений. Затем она не выдерживает, и они проводят ночь вместе.
Возвратившись домой, Аманда сообщает мужу, что собирается порвать с ним, а затем оставляет Доусону голосовое сообщение с признанием в любви. Доусон узнаёт о том, что Аарон, сын Бобби,  попал в дурную компанию его отца Томми. Он встречается со своим постаревшим отцом и братьями и уводит из их дома Аарона. После стычки братья пытаются столкнуть его машину на пути перед движущимся поездом. Доусон отбивается от братьев, но Томми расстреливает его из винтовки. Параллельно Джаред, сын Аманды, попадает в аварию, и ему пересаживают сердце от неизвестного донора. Одновременно Аманда от матери получает печальное известие о смерти Доусона. Спустя год с момента аварии сын Аманды звонит ей из колледжа и говорит о том, что узнал, кто стал для него донором и будет чудом то, если его мать знала Доусона Коула. Аманда плачет от счастья, говорит «да» и вешает трубку. Вернувшись в дом, оставленный Таком Хастелером, Аманда находит на столе письмо Доусона с трогательным признанием в любви, читая которое предаётся воспоминаниям об их последней встрече....

## В ролях
| Актёр             | Роль                     |
| ----------------- | ------------------------ |
| Джеймс Марсден    | Доусон Коул              |
| Мишель Монаган    | Аманда Кольер (Рейнолдс) |
| Люк Брейси        | молодой Доусон           |
| Лиана Либерато    | молодая Аманда           |
| Себастьян Арселус | Фрэнк Рейнолдс           |
| Джеральд Макрейни | Так                      |
| Джон Тенни        | Нарви Кольер             |
| Кэролайн Гудолл   | Эвелин                   |
| Иэн Нельсон       | Джаред                   |
| Скайлер Фиск      | Олдер Эйприл             |
| Роб Мелло         | Тед Коул                 |
| Хантер Бёрк       | Эби Коул                 |
| Шон Бриджерс      | Томми Коул               |

## Производство и прокат
Спаркс, конечно, понимает, что режиссёр всегда что-то меняет, перенося книгу на экран, и в то же самое время Ник всегда был готов прийти на помощь. Я звонил ему много раз, и он всегда отзывался. Продюсеры работали над несколькими экранизациями романов Спаркса, поэтому они знают, как действовать, чтобы экранизация Спаркса сработала. Мы много обсуждали отношения Аманды и Доусона, Фрэнка и Аманды, анализировали, что повлияло на их разрыв. Я думаю, что я и продюсер Дениз Ди Нови привнесли много личного в этот фильм, здесь — наши мысли о том, что такое любовь. Этот фильм стал для меня еще более личным, чем я ожидал.
Режиссёр фильма Майкл Хоффман
17 июня 2011 года компания «Warner Bros.» приобрела права на экранизацию романа Николаса Спаркса «Лучшее во мне». 15 марта 2012 года было объявлено, что для написания сценария студией был нанят Джей Миллс Гудло. 27 сентября стало известно, что «Warner Bros.» подошла к заключительному этапу переговоров с Майклом Хоффманом в качестве режиссёра, равно как с Уиллом Феттерсом как ещё одним сценаристом, и Дениз Ди Нови в качестве продюсера, наряду со Спарксом. 25 июля 2013 года права на прокат фильма приобрела компания «Relativity Media». 22 октября Мишель Монаган была назначена на роль Аманды Кольер, а Райан Кавана стал сопродюсером фильма. 24 октября было объявлено, что фильм выйдет в прокат 17 октября 2014 года.
9 января 2014 года роль главного героя Доусон Коула была предложена Джеймсу Марсдену, из-за смерти Пола Уокера, который был первоначально утвержден на эту роль. 28 января Лиана Либерато присоединилась к актёрскому составу в роли молодой Аманды Кольер, а 12 февраля Люк Брейси был назначен на роль молодого Доусона Коула. 12 марта Себастьян Арселус и Джеральд Макрейни присоединились к актёрскому составу фильма. Арселус взял на себя роль Фрэнка Рейнольдса, мужа и отца детей Аманды, в то время как Макрейни — роль Така, вдовца, берущего опеку над молодым Доусоном и ставшим ему другом и отцом. 25 марта Джон Тенни был назначен на роль Харви Кольера, отца Аманды.
Основные съёмки начались 6 марта 2014 года в Новом Орлеане, штат Луизиана, и продлились 42 дня, затронув 30 апреля и 1 мая центр города Ковингтон. Всё производство фильма по некоторым оценкам обошлось в 26 миллионов долларов США. 27 июня было объявлено, что музыку к фильму напишет композитор Аарон Зигман.
Фильм вышел в прокат 15 октября 2014 года в Великобритании, 17 октября в США, 30 октября в Австралии и Новой Зеландии. В тот же день, Райан Кавана сообщил, что фильм «Лучшее во мне» будет переснят в Болливуде по итогам соглашения с «Relativity Media». 13 ноября прокат фильма стартовал в России.

## Критика
Практически сразу же после выхода в прокат, фильм подвергся разгрому от критиков. На сайте «Rotten Tomatoes» фильм получил рейтинг 10 % на основе 69 отзывов со средней оценкой , а на «Metacritic» — 29 из 100 % на основе 26 рецензий со средней оценкой .
Сьюзан Вложцина на сайте кинокритика Роджера Эберта сказала, что во время просмотра фильм «в определенный момент, совпадения и трагические инциденты начинают накапливаться с поразительной скоростью и ничто уже не может быть воспринято всерьез». Стивен Холден из «New York Times» отметив, что «Марсден, ещё идеальный образец в свой 41 год, имеет внимательные голубые глаза, сигнализирующие о бесконечных глубинах чувств», однако «Монаган не имеет того же блеска в глазах, и её образ, этой обычно надёжной актрисы, стал каким-то жёстким», в то же время как «сценарий так бессистемно построен, что, когда фильм, кажется, заканчивается, он заправляется нелепыми новыми событиями». Джастин Чанг из «Variety» сказал, что фильм «функционирует как изучение двух потрясающих актёров, пытающихся преодолеть непримиримую посредственность их материала. С его плохой мотивированностью, сворачивающей к насильственной трагедии и фатальности для одной ключевой роли, в прокате вполне вероятно фильм получит как много смеха, так и слез от своей целевой аудитории, хотя поклонники Спаркса могут дополнить его список голливудских хитов ещё одной строчкой». Билл Цвеккер отметил, что «когда дело доходит до создания историй, гарантированно тянущих ваши глубочайшие чувства, автор бестселлеров сценарист Николас Спаркс возглавляет этот список», и «сочетание огромной аудитории автора и сексапильности Джеймса Марсдена и Мишель Монаган, несомненно, поможет фильму заполучить большие цифры кассовых сборов за первый уик-энд». Марк Кермод из «The Guardian» заметил, что хоть «режиссёром является Майкл Хоффман, но писателем/продюсером — автор Спаркс, и если его фильмы сделаны Ником Кассаветисом, Лассе Хальстрёмом или Луисом Мандоки, все они выглядят точно так же», и «вы можете иронизировать, но мне все равно, — сердце хочет того, чем этот фильм будет, и моё сердце желает Спаркса».
Критик Геннадий Устиян отметил, что «мелодрама о любви через год разлуки „Лучшее во мне“ снят по очередной книге Николаса Спаркса, а в мире этого писателя мобильных и интернета нет вообще, все герои пишут по три любовных письма в день перед приемом пищи, а сексом занимаются в одежде и только в дождь», и «сюжет фильма перекликается с „С любовью, Рози“ — речь идет о любви через десятилетия, герои встречаются в родном городе и понимают, что первая любовь — самая цепкая, не отвертишься. В этом мире нет юмора — шутки не дают зрительницам плакать и это не слезы умиления. Это слезы от мысли, что где-то ходит вот такой Джеймс Марсден и достался он другой».

## Саундтрек
Официальный саундтрек к фильму был выпущен 7 октября 2014 года. Он включил в себя оригинальную музыку жанра кантри, записанную такими исполнителями, как группа «Lady Antebellum», Хантер Хейз, Дэвид Нэйл, Коллби Кэйлат, Кип Мур, группа «Eli Young Band», Эрик Пэйсли, «Thompson Square», Томас Ретт и др.. Сингл «I Did with You» от «Lady Antebellum» был выпущен 8 сентября 2014 года в качестве первого промосингла с саундтрека.
Список композиций приведён по сведениям «Townsquare Media»:
| №   | Название            | Исполнитель          | Длительность |
| --- | ------------------- | -------------------- | ------------ |
| 1.  | «I Did with You»    | Lady Antebellum      | 3:15         |
| 2.  | «Dream Girl»        | Хантер Хейз          | 3:39         |
| 3.  | «Hold On»           | SHEL и Гаррет Данлоп | 3:26         |
| 4.  | «In Love Again»     | Коллби Кэйлат        | 3:31         |
| 5.  | «The Way Things Go» | Томас Ретт           | 4:06         |
| 6.  | «Borrowed Time»     | Thompson Square      | 4:12         |
| 7.  | «Lead Me»           | Кип Мур              | 3:50         |
| 8.  | «Love Is a Liar»    | Кейси Масгрейвс      | 3:15         |
| 9.  | «Falling for You»   | Lady Antebellum      | 3:54         |
| 10. | «Rain from Heaven»  | Эрик Пэйсли          | 3:58         |
| 11. | «All the Way»       | Дэвид Нэйл           | 2:56         |
| 12. | «Unchanged»         | Eli Young Band       | 3:35         |
| 13. | «Sweet Jane»        | Cowboy Junkies       | 3:27         |
| 14. | «Crossroads»        | Фиби Хоффман         | 4:48         |

### Продажи
Альбом дебютировал под номером 54 на Billboard 200, с продажами 6200 копий в первую неделю.

### Места в чартах
| Чарт (2014)                       | Пик позиции |
| --------------------------------- | ----------- |
| US Billboard 200                  | 52          |
| US Top Country Albums (Billboard) | 11          |
| US Top Soundtracks (Billboard)    | 4           |